# Parco del Marghine - Goceano
Il Parco del Marghine - Goceano (in sardo: Parcu de su Marghine - Sa Costera) è uno degli otto parchi regionali dalla Regione Autonoma della Sardegna individuati ai sensi della legge regionale n. 31 del 7 giugno 1989 (Norme per l'istituzione e la gestione dei parchi, delle riserve e dei monumenti naturali, nonché delle aree di particolare rilevanza naturalistica ed ambientale.). Non è ancora stato costituito il relativo ente di competenza.
Si trova in provincia di Sassari, nella parte centro-nord della Sardegna, nelle regioni storiche della Goceano e del Marghine; si estende coprendo un'area di 36.782 ettari, e ricade nelle province di Nuoro e Sassari, e nei comuni di Bono, Anela, Burgos, Bolotana, Bultei, Silanus, Bortigali, Bottidda, Esporlatu, Illorai, Lei, Birori e, in parte, Macomer.